# ナツコイ (井上苑子の曲)
「ナツコイ」は、井上苑子の楽曲で2作目のシングルとして2016年6月29日にEMI RECORDSから発売。

## 収録曲

### CD
1. ナツコイ (5:03)
作詞・作曲：井上苑子・中村瑛彦、編曲：久保田真悟
  - テレビ東京ほかドラマ「こえ恋」エンディングテーマ[1]
2. 君との距離 (3:53)
作詞：井上苑子、中村瑛彦、作曲：井上苑子、YUZURU KUSUGO、編曲：YUZURU KUSUGO
  - Bioréさらさらパウダーシート"キュン距離"オリジナルソング
3. 左耳 (3:47)
作詞・作曲：尾崎世界観、編曲：近田潔人
4. ナツコイ(Instrumental) (5:03)

### DVD
高校卒業記念スペシャルワンマンライブ「卒業。～私たちのJK完結！～」
1. 線香花火
2. だいすき。
3. 青とオレンジ
4. サヨナラバイバイ
5. ふたり
6. グッデイ(Hello ver.)
7. Walk Through Again
8. おんなのこ
9. 雪
10. ハレトケ
11. 赤いマフラー
12. 右足
13. 「君に出会えてよかった」
14. 大切な君へ
15. Say My Name
16. Stay with Me